# Joyeux Compères (film, 1938)
Pour les articles homonymes, voir Joyeux Compères.
Pour plus de détails, voir Fiche technique et Distribution.
Joyeux Compères (titre original : Cowboy from Brooklyn) est un film américain réalisé par Lloyd Bacon et sorti en 1938.

## Synopsis
Elly Jordan, Spec et Louie forment un trio de musiciens. Ils quittent New York dans l'espoir de réussir à Hollywood. Ils se retrouvent malgré eux dans le Wyoming où ils sont recueillis par Jane Hardy, une jolie fermière, qui propose au trio de se faire un peu d'argent en travaillant comme cow-boys dans son ranch. Mais Elly a peur des animaux.

## Fiche technique
- Titre original : Cowboy from Brooklyn
- Titre français : Joyeux Compères
- Réalisation : Lloyd Bacon
- Scénario : Robert Sloane et Louis Pelletier
- Direction artistique : Esdras Hartley (en)
- Costumes : Milo Anderson
- Photographie : Arthur Edeson
- Son : Charles David Forrest et Dolph Thomas
- Montage : James Gibbon
- Musique : Adolph Deutsch
- Production : Hal B. Wallis et Jack L. Warner
- Sociétés de production : Cosmopolitan Productions, Warner Bros.
- Société de distribution : Warner Bros.
- Pays de production :  États-Unis
- Langue originale : anglais
- Format : noir et blanc —  35 mm — 1,37:1 — son monophonique
- Genre : comédie musicale
- Durée : 77 minutes
- Dates de sortie :
  - États-Unis : 9 juillet 1938
  - France : 2 novembre 1938

## Distribution
| - Dick Powell : Elly Jordan / Wyoming Steve Gibson - Pat O'Brien : Roy Chadwick - Priscilla Lane : Jane Hardy - Dick Foran : Sam Thorne - Ann Sheridan : Maxine Chadwick - Johnnie Davis : Jeff Hardy - Ronald Reagan : Pat Dunn - Emma Dunn : Ma Hardy - Granville Bates : Pop Hardy - James Stephenson : le professeur Landis - Hobart Cavanaugh : M. « Pops » Jordan - Elisabeth Risdon : Mme Jordan - Dennie Moore : Abby Pitts - Rosella Towne : Panthea Landis - May Boley : Mme Krinkenheim - Harry Barris : Louie - Candy Candido : Spec - William B. Davidson : W.P. Alvey - Mary Field : Myrtle Semple - Donald Briggs : un journaliste - Jeffrey Lynn : un journaliste - John Ridgely : un journaliste | et non-crédités - John T. Murray : le colonel Rose - Neal Hart : l'employé du ranch - Ben Hendricks Jr. : le juge - John Hiestand : l'annonceur au rodéo - Emmett Vogan : l'annonceur au haut-parleur - Leyland Hodgson : le journaliste à la gare - Frank Mayo : le journaliste au rodéo - Jack Wise : un journaliste - Stuart Holmes : le portier - Don Marion : le garçon d'étage - Clayton Moore : le chronométreur du rodéo - James Nolan : le secrétaire d'Alvey au rodéo - Franklyn Farnum : le spectateur du rodéo au Madison Square Garden - Jack Mower : le directeur de la station de radio - Brooks Benedict : l'homme avec le directeur de la station de radio - Wendell Niles : le présentateur radio - Dorothy Vaughan : la grosse femme - Cliff Saum : le serre-frein en chef - Eddy Chandler : un serre-frein - Monte Vandergrift : un serre-frein - John Harron : un technicien |

## Chansons du film
- Ride, Tenderfoot, Ride, interprété par Priscilla Lane et Dick Powell
- I've Got a Heartful of Music, interprété par Candy Candido, Dick Powell et Harry Barris
- The Last Round-Up (Git Along, Little Dogie, Git Along), interprété par Dick Powell, Candy Candido, Harry Barris et Johnnie Davis
- Home on the Range, interprété par Dick Foran
- I'll Dream of You Tonight, interprété par Dick Powell
- Howdy, Stranger, interprété par Dick Powell

## Galerie

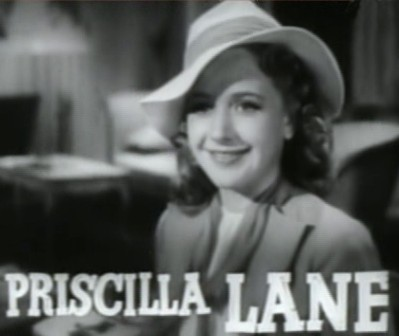
Priscilla Lane dans le rôle de Jane Hardy.
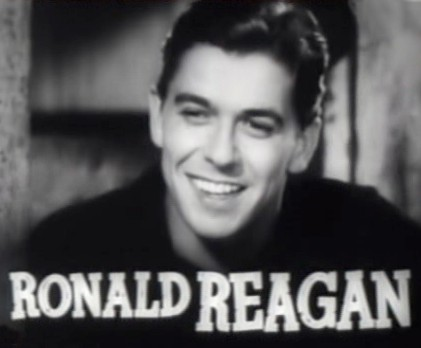
Ronald Reagan dans le rôle de Pat Dunn.
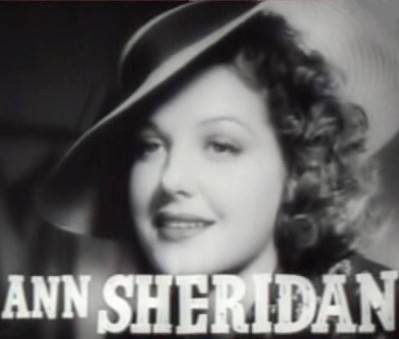
Ann Sheridan dans le rôle de Maxine Chadwick.
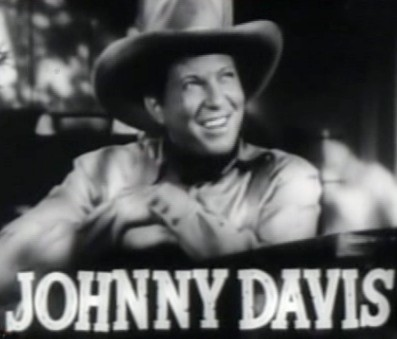
Johnnie Davis dans le rôle de Jeff Hardy.